# Дубники (Ивановская область)
 Дубники — деревня в Ивановском районе Ивановской области. Входит в состав Богданихского сельского поселения.

## География
Находится в центральной части Ивановской области на расстоянии приблизительно 14 км на юго-восток по прямой от вокзала станции Иваново.

## История
В 1859 году здесь (тогда деревня Шуйского уезда Владимирской губернии) было учтено 10 дворов, в 1902 — 20.

## Население
Постоянное население составляло 118 человек (1859 год), 125 (1902), 7 в 2002 году (русские 100 %), 15 в 2010.